# A. Scott Berg
Pour les articles homonymes, voir Berg.
Andrew Scott Berg, né le 4 décembre 1949, est un biographe américain. Il est notamment lauréat du prix Pulitzer de la biographie ou de l'autobiographie 1999.

## Biographie
Après avoir été diplômé de l'université de Princeton en 1971, Berg a élargi sa thèse sur l'éditeur Maxwell Perkins dans la biographie Max Perkins: Editor of Genius (1978) qui a remporté le National Book Award. Son deuxième livre est  Goldwyn: A Biography(1989).
Son troisième livre est une biographie de l'aviateur Charles Lindbergh, Lindbergh (1998). Le livre est apparu sur la New York Times Best Seller list et a remporté le prix Pulitzer de la biographie ou de l'autobiographie. Berg publie ensuite Kate Remembered (2003), une biographie sur son amitié avec l'actrice Katharine Hepburn. Par la suite, il a réalisé une biographie de Woodrow Wilson, Wilson (2013).
Berg a également écrit le scénario du film Making love (1982).